# 영광거리
영광거리(榮光거리, Yonggwang Street)는 조선민주주의인민공화국의 수도 평양직할시 중구역에 있는 일직선 모양의 도로이다. 이 거리는 평양역에서 시작되어 천리마 문화회관, 김책공업종합대학, 평양대극장를 지나서 평양호텔 앞까지 연결된다.

## 상세
이 거리에는 평양대극장과 천리마 문화회관, 평양대극장과 같은 큰 건물이 있다. 평양시의 주요 거리 중 하나이며 아파트가 많이 건설되어있다. 최근에 들어서 평양의 주요 거리 현대화 사업이 이뤄진 거리이다. 영광거리 뒤에는 메뚜기 시장이라는 장마당이 존재한다.

## 같이 보기
- 영광역